# ألان هنت (دبلوماسي)
ألان هنت (بالإنجليزية: Alan Hunt)‏ هو دبلوماسي بريطاني، ولد في 5 مارس 1941.